# Roberto Vannacci
Roberto Vannacci (ur. 20 października 1968 w La Spezia) – włoski wojskowy i polityk, generał dywizji, poseł do Parlamentu Europejskiego X kadencji.

## Życiorys
Kształcił się w szkole wojskowej Accademia militare di Modena. Absolwent studiów strategicznych na Uniwersytecie Turyńskim, gdzie również uzyskał magisterium w tej dziedzinie. Ukończył także stosunki międzynarodowe na Uniwersytecie w Trieście oraz nauki wojskowe na Uniwersytecie Bukareszteńskim. Zawodowy wojskowy, doszedł do stopnia generała dywizji. Służył w wojskach specjalnych, brał udział m.in. w operacjach w Somalii, Jemenie, Iraku, Afganistanie i Libii. Był szefem biura operacyjnego w dowództwie połączonych sił specjalnych COFS (2006–2008), dowodził pułkiem spadochronowym „Col Moschin” (2011–2013) i brygadą spadochronową „Folgore” (2016–2017), kierował biurem współpracy międzynarodowej w sztabie generalnym obrony (2014–2016) oraz sztabem dywizji „Vittorio Veneto” (2018–2020). Od 2020 był attaché obrony w ambasadzie Włoch w Moskwie, pełnił tę funkcję do września 2022, gdy kilka miesięcy po rozpoczęciu przez Rosję inwazji na Ukrainę został przez rosyjskie władze określony jako persona non grata. W 2023 objął funkcję komendantem Wojskowego Instytutu Geograficznego we Florencji (IGM).
W tym samym roku własnym sumptem wydał swoją książkę Il Mondo al contrario. Publikacja wzbudziła liczne kontrowersje z uwagi na prezentowane przez generała poglądy skierowane przeciwko gejom, feministkom, migrantom i ekologom, które określono jako homofobiczne czy seksistowskie. Od publikacji odcięło się dowództwo armii, a minister obrony Guido Crosetto ogłosił wszczęcie postępowania dyscyplinarnego. W sierpniu 2023 odwołano go z funkcji komendanta IGM i skierowano do dowództwa operacyjnego wojsk lądowych (COMFOTER), w grudniu tegoż roku stanął na czele sztabu tego dowództwa. Postępowanie dyscyplinarne zakończyło się w lutym 2024; stwierdzono, że doszło do uchybienia zasadzie neutralności sił zbrojnych oraz do narażenia prestiżu i reputacji administracji. Roberto Vannacci został zawieszony na 11 miesięcy, co skutkowało obniżeniem jego uposażenia o połowę.
Sama książka okazała się tymczasem we Włoszech bestsellerem, sprzedano około 200 tysięcy jej egzemplarzy. Roberto Vannacci zajął się działalnością polityczną. W wyborach europejskich w 2024 wystartował z ramienia prawicowej Ligi Mattea Salviniego. Uzyskał mandat posła do PE X kadencji w czterech okręgach wyborczych, decydując się na jego objęcie z okręgu północno-zachodniego.

## Odznaczenia
- Order Zasługi Republiki Włoskiej V klasy[11]
- Legia Zasługi[12]